# Campeonato Mundial de Atletismo Sub-20 de 2024 - 100 m feminino
A prova dos 100 metros feminino do Campeonato Mundial de Atletismo Sub-20 de 2024 ocorreu entre os dias 27 e 28 de agosto de 2024, no Estádio Atlético de la VIDENA, em Lima, no Peru.

## Recordes
Antes desta competição, os recordes mundiais e do campeonato nesta prova eram os seguintes:
|       | Nome            | Nacionalidade     | Tempo | Local       | Data                |
| ----- | --------------- | ----------------- | ----- | ----------- | ------------------- |
| WU20R | Marlies Oelsner | Alemanha Oriental | 10.88 | Dresden     | 1 de julho de 1977  |
| CR    | Tina Clayton    | Jamaica           | 10.95 | Cáli        | 3 de agosto de 2022 |
| WU20L | Alana Reid      | Jamaica           | 11.09 | Gainesville | 13 de abril de 2024 |

## Medalhistas
| Ouro             | Prata               | Bronze               |
| Alana Reid (JAM) | Adaejah Hodge (IVB) | Kishawna Niles (BAR) |

## Cronograma
Todos os horários são locais (UTC-5).
| Data         | Hora  | Evento    |
| ------------ | ----- | --------- |
| 27 de agosto | 10:10 | Bateria   |
| 27 de agosto | 16:35 | Semifinal |
| 28 de agosto | 18:30 | Final     |

## Resultados

### Bateria
Qualificação: Os 3 primeiros de cada bateria (Q) e os 6 tempos mais rápidos (q).
Bateria 1
| Posição | Raia | Atleta             | Nacionalidade            | Tempo           | Notas |
| ------- | ---- | ------------------ | ------------------------ | --------------- | ----- |
| 1       | 9    | Adaejah Hodge      | Ilhas Virgens Britânicas | 11.45           | Q     |
| 2       | 2    | Kishawna Niles     | Barbados                 | 11.63           | Q     |
| 3       | 4    | Uliana Stepaniuk   | Ucrânia                  | 11.82           | Q     |
| 4       | 8    | Lina Hribar        | Eslovênia                | 11.95 (.948)    |       |
| 5       | 6    | Abinaya Rajarajan  | Índia                    | 11.95 (.950)    |       |
| 6       | 7    | Athaleyha Hinckson | Guiana                   | 12.01           |       |
| 7       | 5    | Rachele Torchio    | Itália                   | 12.05           |       |
| 8       | 3    | Carla Martínez     | Espanha                  | 12.08           |       |
|         |      |                    |                          | Vento: -0.2 m/s |       |

Bateria 2
| Posição | Raia | Atleta              | Nacionalidade | Tempo           | Notas |
| ------- | ---- | ------------------- | ------------- | --------------- | ----- |
| 1       | 7    | Mabel Akande        | Grã-Bretanha  | 11.53           | Q     |
| 2       | 2    | Radina Velichkova   | Bulgária      | 11.57           | Q     |
| 3       | 5    | Justina Eyakpobeyan | Nigéria       | 11.61           | Q     |
| 4       | 9    | Olivia Lundberg     | Suécia        | 11.63           | q     |
| 5       | 8    | Lucija Potnik       | Eslovênia     | 11.71           | q,    |
| 6       | 6    | Sherin Kimuanga     | Alemanha      | 11.75           | q     |
| 7       | 3    | Kaili Botje         | África do Sul | 11.92           |       |
| 8       | 4    | Antonia Ramírez     | Chile         | 12.15           |       |
|         |      |                     |               | Vento: +0.2 m/s |       |

Bateria 3
| Posição | Raia | Atleta            | Nacionalidade          | Tempo           | Notas |
| ------- | ---- | ----------------- | ---------------------- | --------------- | ----- |
| 1       | 4    | Alana Reid        | Jamaica                | 11.46           | Q     |
| 2       | 8    | Chelsea Kadiri    | Alemanha               | 11.51           | Q     |
| 3       | 6    | Taylor Snaer      | Estados Unidos         | 11.58           | Q     |
| 4       | 5    | Jagoda Żukowska   | Polónia                | 11.79           | q     |
| 5       | 2    | Renée Tedga       | Canadá                 | 11.89           |       |
| 6       | 7    | Jazmin Romeu      | Espanha                | 12.15           |       |
| 7       | 9    | Shayann Demeritte | Bahamas                | 12.19           |       |
| 8       | 3    | Casey Cruz        | Marianas Setentrionais | 13.59           |       |
| 9       | 1    | Emma Bottin       | Mónaco                 | 13.64           |       |
|         |      |                   |                        | Vento: -0.6 m/s |       |

Bateria 4
| Posição | Raia | Atleta                      | Nacionalidade        | Tempo           | Notas |
| ------- | ---- | --------------------------- | -------------------- | --------------- | ----- |
| 1       | 5    | Viwe Jingqi                 | África do Sul        | 11.61           | Q     |
| 2       | 2    | Chen Yujie                  | China                | 11.66           | Q     |
| 3       | 7    | Liranyi Alonso              | República Dominicana | 11.77           | Q     |
| 4       | 3    | Marielle Venida             | Nova Zelândia        | 11.80           |       |
| 5       | 4    | Frederikke Voss Vestergaard | Dinamarca            | 12.03           |       |
| 6       | 6    | Chioma Nweke                | Nigéria              | 12.24           |       |
| 7       | 8    | Katharina Stadler           | Áustria              | 12.25           |       |
| 8       | 9    | Chelsea Scoyler             | Austrália            | 29.06           |       |
|         |      |                             |                      | Vento: -0.5 m/s |       |

Bateria 5
| Posição | Raia | Atleta                | Nacionalidade              | Tempo           | Notas |
| ------- | ---- | --------------------- | -------------------------- | --------------- | ----- |
| 1       | 8    | Chloé Rabac           | Suíça                      | 11.77           | Q     |
| 2       | 7    | Frances Colon         | Porto Rico                 | 11.83           | Q     |
| 3       | 2    | Avery Lewis           | Estados Unidos             | 11.85           | Q     |
| 4       | 4    | Thieanna Terrelonge   | Jamaica                    | 12.03           |       |
| 5       | 6    | Agnese Musica         | Itália                     | 12.07           |       |
| 6       | 5    | María Camila Maturana | Colômbia                   | 12.08           |       |
| 7       | 1    | Oliwia Zimoląg        | Polónia                    | 12.23           |       |
| 8       | 3    | Mariyam Ali           | Maldivas                   | 12.47           |       |
| –       | 9    | Zinad Joseph          | Time de Atletas Refugiados | DNS             |       |
|         |      |                       |                            | Vento: -0.6 m/s |       |

Bateria 6
| Posição | Raia | Atleta                  | Nacionalidade | Tempo           | Notas |
| ------- | ---- | ----------------------- | ------------- | --------------- | ----- |
| 1       | 7    | Nia Wedderburn-Goodison | Grã-Bretanha  | 11.47           | Q     |
| 2       | 5    | Aleksandra Stoilova     | Austrália     | 11.56           | Q     |
| 3       | 6    | Miia Ott                | Estónia       | 11.69           | Q     |
| 4       | 8    | Savannah Blair          | Canadá        | 11.78           | q     |
| 5       | 2    | Vanessa dos Santos      | Brasil        | 11.79           | q     |
| 6       | 3    | Nina Thevenin           | França        | 11.92           |       |
| 7       | 9    | Stefany Julio           | Colômbia      | 12.01           |       |
| 8       | 4    | Cayetana Chirinos       | Peru          | 12.17           |       |
|         |      |                         |               | Vento: -0.4 m/s |       |

### Semifinal
Qualificação: Os 2 primeiros de cada bateria (Q) e os 2 tempos mais rápidos (q).
Bateria 1
| Posição | Raia | Atleta                  | Nacionalidade        | Tempo           | Notas |
| ------- | ---- | ----------------------- | -------------------- | --------------- | ----- |
| 1       | 4    | Kishawna Niles          | Barbados             | 11.39 (.389)    | Q     |
| 2       | 7    | Nia Wedderburn-Goodison | Grã-Bretanha         | 11.39 (.389)    | Q     |
| 3       | 6    | Viwe Jingqi             | África do Sul        | 11.49           | q     |
| 4       | 5    | Radina Velichkova       | Bulgária             | 11.68           |       |
| 5       | 2    | Sherin Kimuanga         | Alemanha             | 11.76           |       |
| 6       | 8    | Miia Ott                | Estónia              | 11.84           |       |
| 7       | 9    | Savannah Blair          | Canadá               | 11.87           |       |
| 8       | 3    | Liranyi Alonso          | República Dominicana | 11.89           |       |
|         |      |                         |                      | Vento: +0.5 m/s |       |

Bateria 2
| Posição | Raia | Atleta              | Nacionalidade  | Tempo           | Notas |
| ------- | ---- | ------------------- | -------------- | --------------- | ----- |
| 1       | 4    | Alana Reid          | Jamaica        | 11.44           | Q     |
| 2       | 3    | Justina Eyakpobeyan | Nigéria        | 11.56           | Q     |
| 3       | 5    | Aleksandra Stoilova | Austrália      | 11.58           | q     |
| 4       | 6    | Mabel Akande        | Grã-Bretanha   | 11.59           |       |
| 5       | 9    | Lucija Potnik       | Eslovênia      | 11.72           |       |
| 6       | 8    | Avery Lewis         | Estados Unidos | 11.77           |       |
| 7       | 7    | Chen Yujie          | China          | 11.79           |       |
| 8       | 2    | Jagoda Żukowska     | Polónia        | 11.98           |       |
|         |      |                     |                | Vento: -0.3 m/s |       |

Bateria 3
| Posição | Raia | Atleta             | Nacionalidade            | Tempo           | Notas |
| ------- | ---- | ------------------ | ------------------------ | --------------- | ----- |
| 1       | 7    | Chelsea Kadiri     | Alemanha                 | 11.52           | Q     |
| 2       | 4    | Adaejah Hodge      | Ilhas Virgens Britânicas | 11.59           | Q     |
| 3       | 2    | Olivia Lundberg    | Suécia                   | 11.72           |       |
| 4       | 5    | Frances Colon      | Porto Rico               | 11.74           |       |
| 5       | 9    | Vanessa dos Santos | Brasil                   | 11.76           |       |
| 6       | 8    | Taylor Snaer       | Estados Unidos           | 11.77           |       |
| 7       | 6    | Chloé Rabac        | Suíça                    | 11.78           |       |
| 8       | 3    | Uliana Stepaniuk   | Ucrânia                  | 11.80           |       |
|         |      |                    |                          | Vento: +0.4 m/s |       |

### Final
A prova final foi realizada no dia 28 de agosto às 18:30.
| Posição           | Raia | Atleta                  | Nacionalidade            | Tempo          | Notas |
| ----------------- | ---- | ----------------------- | ------------------------ | -------------- | ----- |
| Medalha de ouro   | 6    | Alana Reid              | Jamaica                  | 11.17          |       |
| Medalha de prata  | 8    | Adaejah Hodge           | Ilhas Virgens Britânicas | 11.27          |       |
| Medalha de bronze | 4    | Kishawna Niles          | Barbados                 | 11.37          |       |
| 4                 | 5    | Nia Wedderburn-Goodison | Grã-Bretanha             | 11.46          |       |
| 5                 | 9    | Viwe Jingqi             | África do Sul            | 11.57          |       |
| 6                 | 7    | Chelsea Kadiri          | Alemanha                 | 11.58          |       |
| 7                 | 3    | Justina Eyakpobeyan     | Nigéria                  | 11.63          |       |
| 8                 | 2    | Aleksandra Stoilova     | Austrália                | 11.64          |       |
|                   |      |                         |                          | Vento: 0.0 m/s |       |

Legenda
| Recorde mundial       | Recorde mundial (World record)               |                       | Recorde africano                      | Recorde africano (African) |                                           | Q | Classificado por posição (Qualified) |
| Recorde do campeonato | Recorde do campeonato (Championship record)  | Recorde da América    | Recorde da América (Americas)         | q                          | Classificado por melhor tempo (Qualified) |   |                                      |
| Melhor marca do ano   | Melhor marca do ano (World leading)          | Recorde asiático      | Recorde asiático (Asian)              | DNS                        | Não largou (Did not start)                |   |                                      |
| Recorde nacional      | Recorde nacional (National record)           | Recorde europeu       | Recorde europeu (European)            | DNF                        | Não terminou (Did not finish)             |   |                                      |
| Recorde pessoal       | Recorde pessoal do atleta (Personal best)    | Recorde da Oceania    | Recorde da Oceania (Oceania)          | DSQ / DQ                   | Desclassificado (Disqualified)            |   |                                      |
| Recorde da temporada  | Recorde da temporada do atleta (Season best) | Recorde sul-americano | Recorde sul-americano (South America) | NM                         | Sem marca (No mark)                       |   |                                      |